# Oleg Tsokov
Oleg Yuryevich Tsokov ( en ruso: Оле́г Ю́рьевич Цо́ков; 23 de septiembre de 1971 - 11 de julio de 2023) fue un teniente general ruso que sirvió en las Fuerzas Terrestres rusas como subcomandante del Distrito Militar del Sur . Murió en 2023 por un ataque con misiles durante una contraofensiva ucraniana contra la invasión rusa de Ucrania

## Biografía
Oleg Yuryevich Tsokov era hijo de Yuri Georgievich, un oficial militar, y Alla Ivanovna, una física matemática. Dado que su familia se mudaba con frecuencia, creció en bases militares y estudió en once escuelas diferentes, incluidas Choibalsan y Semipalatinsk, antes de recibir su certificado de educación secundaria. Siguiendo los pasos de su padre, Tsokov eligió la carrera militar y fue aceptado en la Escuela Superior de Mando de Armas Combinadas de Taskent . Se graduó en 1994 y fue destinado a la 74.ª Brigada de Fusileros Motorizados de la Guardia Separada en Yurga, en el Distrito Militar de Siberia, como comandante de pelotón de fusileros motorizados. Tsokov fue enviado a la primera guerra chechena con la brigada, participando en el asalto al Instituto Petrolero de Grozny durante la Batalla de Grozny en enero de 1995. Después del final de la batalla, la unidad de Tsokov fue enviada de regreso a Siberia, pero a él lo enviaron de regreso a Chechenia durante cuatro meses como comandante de una compañía de fusileros motorizados, con su unidad adjunta a un destacamento spetsnaz . Tsokov ascendió a subcomandante de batallón de la 74.ª Brigada antes de ser aceptado en la Academia Militar Frunze . Graduado en 2000, Tsokov, para entonces mayor, regresó a la brigada, luchando en la segunda guerra chechena ese año como comandante de un batallón-grupo táctico formado alrededor del 2.º Batallón de Fusileros Motorizados de la brigada. Siguió siendo comandante de batallón hasta 2004, siendo ascendido a teniente coronel.
Tsokov fue ascendido a coronel y subcomandante de brigada en 2004, rango que obtuvo a la edad relativamente joven de 32 años. Su carrera continuó avanzando cuando fue ascendido a comandar el 228.º Regimiento de Fusileros Motorizados de la 85.ª División de Fusileros Motorizados en 2006. Después de su mando de regimiento, fue nombrado jefe de Estado mayor y subcomandante de la 36.ª Brigada de Fusileros Motorizados de la Guardia Separada en el Distrito Militar Oriental, donde sirvió de 2009 a 2011. En noviembre de 2010, el Comité de Investigación de Rusia acusó a Tsokov de cometer fraude y abuso de poder durante su período al mando del 228.º Regimiento. El caso involucraba un acuerdo en el que prometió ilegalmente a once reclutas una pronta desmovilización a cambio de firmar contratos de servicios, y luego malversó 80.000 rublos de las bonificaciones por firma de contratos de los soldados.
Este caso no afectó su carrera y en 2011 Tsokov fue transferido para servir como jefe de personal y subcomandante de la 33.ª Brigada Separada de Fusileros Motorizados del 49.º Ejército de Armas Combinadas del Distrito Militar del Sur, con base en Maykop . De 2014 a 2015 estuvo al mando de la 810.ª Brigada Separada de Infantería Naval. De 2015 a 2018, estuvo al mando de la 205.ª Brigada Separada de Fusileros Motorizados en Budyonnovsk, y fue ascendido a general de división el 12 de diciembre de 2016. De 2018 a 2019 fue subcomandante del 49.º Ejército de Armas Combinadas. Tsokov aprobó los exámenes para la Academia Militar del Estado Mayor, ingresando a la academia en septiembre de 2019. Después de graduarse de su departamento de seguridad nacional y defensa estatal en junio de 2021, Tsokov fue nombrado jefe de Estado mayor del 2.º Ejército de Armas Combinadas de la Guardia.
Tsokov participó en la invasión rusa de Ucrania que comenzó el 24 de febrero de 2022. Estuvo involucrado en ataques con misiles contra ciudades ucranianas. En agosto de 2022, asumió el mando de la 144.ª División de Fusileros Motorizados de la Guardia . En septiembre de 2022, el portavoz presidencial ucraniano Oleksii Arestovych afirmó que Tsokov resultó herido mientras comandaba la 144.ª División de Fusileros Motorizados de la Guardia. Un canal de telegramas ruso confirmó su herida, pero afirmó que Tsokov, de hecho, había comandado el 20.º Ejército de Armas Combinadas de la Guardia desde el verano de 2022, y se describió que el sucesor de Tsokov al mando de la 144.ª División había reemplazado a Tsokov en el verano de 2022. Posteriormente, Tsokov fue ascendido a subcomandante del Distrito Militar del Sur y recibió un ascenso a teniente general el 17 de febrero de 2023. Murió el 11 de julio en un ataque contra el puesto de mando del 58.º Ejército de Armas Combinadas en Berdiansk, durante la contraofensiva ucraniana de 2023. La muerte de Tsokov a los 51 años  fue confirmada por el canal de telegramas milblogger ruso Military Informer, lo que lo convierte en uno de los dos oficiales rusos de mayor rango asesinados en Ucrania en julio de 2023. Fue enterrado el 13 de julio.

## Premios
Tsokov recibió las siguientes condecoraciones: 
- Orden de Zhukov
- Orden del Coraje (3)
- Orden del Mérito Militar
- Medalla de operación militar en Siria